# Erik Bergsten
Nils Erik Viktor Bergsten, född 28 april 1923 i Stockholm, död 4 april 2016, var en svensk journalist, TV-producent och programledare.

## Biografi
Erik Bergsten föddes i Stockholm. Efter studentexamen 1944 och värnplikt studerade Bergsten vid Stockholms högskola 1946–1948.
Han anställdes 1947 som hallåman hos Radiotjänst (senare Sveriges Radio). Bergsten var även teknisk redaktör vid United Press (UPI) 1947–1949, samt chef för SF-journalen 1953–1954. Under åren 1955–1987 arbetade han som programledare och producent på Sveriges Television. Han är mest känd som programledare för TV-programmet Tekniskt magasin, som sändes åren 1957–1987. Han var även medarbetare i Göteborgs-Posten sedan 1970, och skrev artiklar i tekniska ämnen.
Ett av Bergstens fritidsintressen var amatörradio. Han innehade först anropssignalen SM5MU, men efter en tids inaktivitet fick han anropssignalen SM6DGR som kom att bli den anropssignal han blev känd under på amatörradiofrekvenserna. Han hade daglig kontakt med före detta kollegor och vänner på telegrafi, som han lärde sig under värnpliktstiden. En av kollegorna var Bengt Feldreich. I en del av sina program lyfte Erik fram hobbyn amatörradio, som låg honom varmt om hjärtat. 
Bergsten var 1983 en av initiativtagarna till Radiomuseet i Göteborg. Han var bosatt i Mölnlycke, och var från 1988 medarbetare i trafikredaktionen vid P4 Göteborg.

## Priser och utmärkelser
- 1976 – Stora journalistpriset [6]
- 1982 – Chalmersmedaljen [7]